# Internationale Sozialistische Arbeiterorganisation
Die Internationale Sozialistische Arbeiterorganisation ist eine deutsche trotzkistische Organisation. Sie war die deutsche Sektion des "Organisationskomitees zur Wiederherstellung der Vierten Internationale", einer Abspaltung der Vierten Internationale unter Pierre Lambert. Heute arbeiten die Reste der ISA in der Sozialdemokratischen Partei Deutschlands (SPD) mit.

## Teilnahmen an Europawahlen
Bei der Europawahl 1989 initiierte die ISA die Liste "Für das Europa der Arbeitnehmer/innen und der Demokratie". Auf die Liste entfielen 10.377 Stimmen (0,04 %), unwesentlich mehr als der konkurrierende Bund Sozialistischer Arbeiter, deutsche Sektion der Vierten Internationale.
Zur Europawahl 1994 wurde eine Nachfolgeliste unter dem Namen „Plattform Europa der ArbeitnehmerInnen und Demokratie“ aufgestellt. Die Liste kam auf 12.992 Stimmen (0,04 %).

## Vereinigung der Arbeitskreise für Arbeitnehmerpolitik und Demokratie
1989 gründete die ISA die Kleinpartei Vereinigung der Arbeitskreise für Arbeitnehmerpolitik und Demokratie (VAA). Am 17. Februar 1990 gründete sich in Ost-Berlin ein Ableger in der Deutschen Demokratischen Republik. Die VAA distanzierte sich von der DDR und forderte eine "gesamtdeutsche Regierung der unabhängigen Arbeitnehmerorganisationen, verpflichtet auf die Forderungen der Arbeiterschaft, Jugend und der Demokratie". Sie trat entgegen der Position des SPD-Parteivorsitzenden Oskar Lafontaine für eine Wiedervereinigung ein.
Die Partei nahm an der Volkskammerwahl 1990 teil, erhielt aber nur 380 Stimmen. Bei der Wahl der Stadtverordnetenversammlung von Berlin 1990 entfielen 284 Stimmen auf die VAA. Bei der Bundestagswahl 1990 kandidierte die Partei mit Landeslisten in Berlin, Sachsen und Nordrhein-Westfalen sowie mit einigen Direktkandidaten in verschiedenen Ländern. Auf die Landeslisten der VAA entfielen 4530 Zweitstimmen.
Die VAA gab die Zeitung Freie Tribüne für Arbeitnehmerpolitik heraus.

## Mitarbeit in der SPD
Ab 1992 verlagerte die ISA ihre Arbeit innerhalb der Strukturen der SPD. Sie vertritt ihre Positionen unter anderem in der Zeitschrift Soziale Politik & Demokratie.